# Stratencircuit Phoenix
Het Phoenix Street Circuit is een stratencircuit in Phoenix in de Amerikaanse staat Arizona waar tussen 1989 en 1991 werd gereden door de Formule 1. Het circuit kende in de jaren 1989 en 1990 een andere lay-out dan 1991. Na 1991 vertrok de Formule 1 uit Amerika, om pas in 2000 weer terug te keren op de Indianapolis Motor Speedway.

Phoenix Circuit 1989-1990 met een lengte van 3,800 km

McLaren was heer en meester op het circuit. Deze constructeur wist drie jaar op rij te winnen.

## Winnaars in Phoenix
| Jaar | Coureur      | Constructeur  | Verslag |
| ---- | ------------ | ------------- | ------- |
| 1991 | Ayrton Senna | McLaren-Honda | Verslag |
| 1990 | Ayrton Senna | McLaren-Honda | Verslag |
| 1989 | Alain Prost  | McLaren-Honda | Verslag |

## Trivia
- In 1990 wist Pierluigi Martini zich als tweede te kwalificeren voor de race. Dit is de enige keer in de geschiedenis van de Formule 1 dat Minardi zich op de eerste rij plaatste voor de race.